# البرشا
قرية البرشا هي إحدى القرى التابعة لمركز ملوى بمحافظة المنيا في جمهورية مصر العربية. حسب إحصاءات سنة 2006، بلغ إجمالي السكان في البرشا 26180 نسمة، منهم 13439 رجلا و12741 امرأة.